# 2,7 × 9 мм Kolibri
2,7×9 мм (иное наименование — .107) — самый маленький выпускавшийся серийно патрон в мире. Несмотря на малый размер, относился к патронам центрального воспламенения. Выпускался только для одной модели оружия — австро-венгерского пистолета «Колибри», являвшегося одним из самых малогабаритных серийных пистолетов. По ряду данных, основным назначением данного пистолета была стрельба по мишеням внутри жилых помещений. Разработан в 1910 году. Выпуск патрона начался в 1913 году. Патрон 2,7×9 мм производился в Австро-Венгрии, позже в Австрийской республике, с 1910-х по 1930-е годы. В настоящее время не выпускается и никакого применения не имеет.
Характеристики данного боеприпаса отличаются исключительно малыми значениями. Дульная энергия его пули не превышает 4 Дж (для вывода человека из строя необходима энергия пули не меньше 80 Дж, иногда — в десятки раз больше), несмотря на сравнительно высокую начальную скорость, до 200 м/с (патрон 6,35×15 мм Браунинг имеет скорость в 240 м/с). Пуля для патрона оболочечная, чрезвычайно лёгкая — 0,2 г.
Для сравнения: в России для игры в страйкбол разрешено пневматическое оружие (юридически к оружию не относящееся) с дульной энергией до 3 Дж. При этом масса «боеприпасов» (пластиковых шаров диаметром 6 мм) достигает 0,43 г. При выстреле шаром массой 0,2 г из оружия, мощностью 3 Дж, начальная скорость шара достигает 172 м/с